# سلینا (تنسی)
سلینا(به انگلیسی: Celina) شهری در ایالت تنسی کشور ایالات متحده آمریکا است که جمعیت آن در سرشماری سال ۲۰۱۰ میلادی، ۱٬۴۹۵ نفر بوده‌است.